# Melospiza melodia
Melospiza melodia là một loài chim trong họ Emberizidae.